# Hermina anhalti hercegnő
Hermina Mária Amália anhalti hercegnő (Hermine Marie Amelie Fürstin von Anhalt-Bernburg-Schaumburg-Hoym) (Hoym, Szász-Anhalt, 1797. december 2. – Buda, 1817. szeptember 14.) az Anhalt-Bernburg-Schaumburg-Hoym házból való hercegnő, József nádor második felesége, István nádor édesanyja. Házassága révén osztrák főhercegné, magyar királyi hercegné.

## Élete

### Származása, családja
Hermina Maria Amália anhalti hercegnő az Anhalt-Bernburg-Schaumburg-Hoym hercegi házból származott, amely az ősi sváb-frank Ascani családra vezette vissza eredetét. Édesapja II. Viktor, Anhalt-Bernburg-Schaumburg-Hoym hercege (1767–1812), édesanyja Amália Sarolta Vilhelmina Lujza nassau-weilburgi hercegnő (1776–1841) volt.

### Házassága, gyermekei

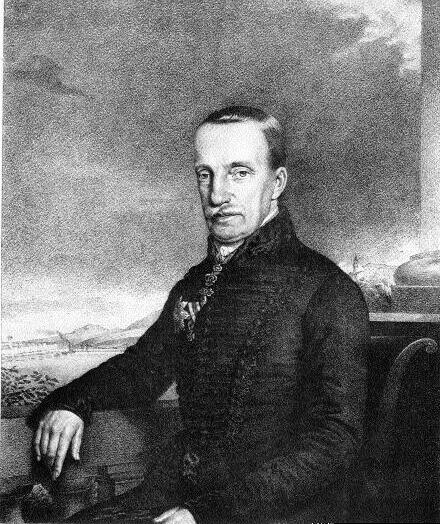
Férje, József nádor

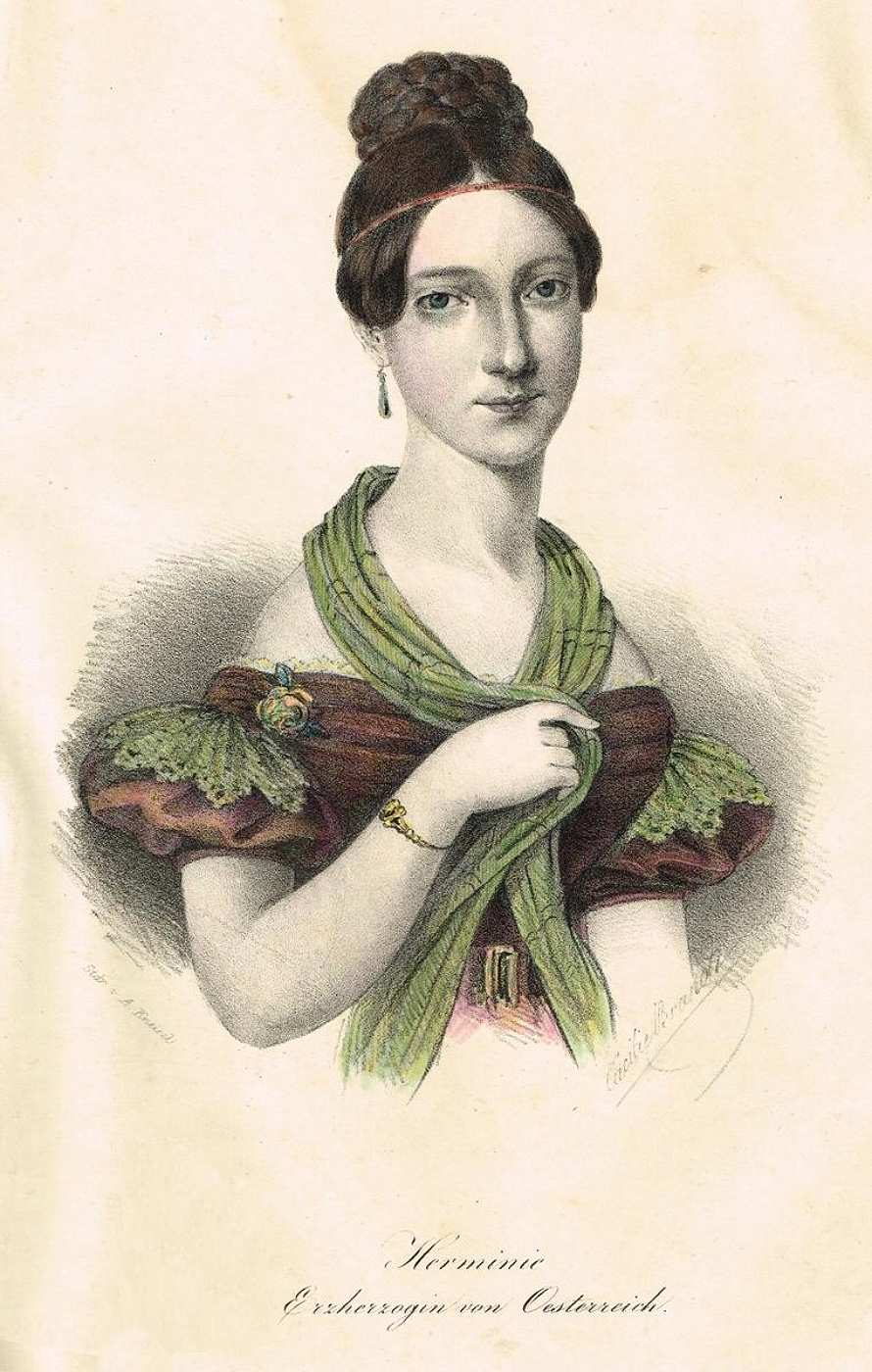
Hermina nádorné

1815. augusztus 30-án a schaumburgi kastélyban (Limburg an der Lahn közelében) feleségül ment József Antal János osztrák főherceghez (1776–1847), az elhunyt II. Lipót német-római császár fiához, I. Ferenc osztrák császár, magyar és cseh király öccséhez, Magyarország nádorához. Házassága révén osztrák főhercegnéi címet kapott. Ő volt József nádor második felesége. Az első feleség, Alekszandra Pavlovna Romanova orosz nagyhercegnő (1783–1801), I. Pál orosz cár leánya, Nagy Katalin orosz cárnő unokája volt, aki első gyermekének, Alexandrina főhercegnőnek születésekor gyermekágyi lázban meghalt, újszülött kislányával együtt.
A nádor feleségeként Hermina főhercegné Magyarországra költözött. A házaspár Budán és az alcsúti kastélyban lakott. 1817. szeptember 14-én Budán két ikergyermeknek adott életet. Röviddel a szülés után a 19 éves főhercegné gyermekágyi lázban elhunyt, hasonlóan a tragikus sorsú első feleséghez, Alekszandra Pavlovnához. Az ikrek azonban életben maradtak, és megérték a felnőttkort:
- Hermina Amália Mária főhercegnő (1817–1842, aki egy prágai apácakolostor főnökasszonya lett.
- István Ferenc Viktor főherceg (1817–1867), István nádor néven 1847-től 1848. szeptember 24-éig Magyarország utolsó nádora. (Szerepét lásd: Jellasics szócikkben.)

### Temetése
Az elhunyt Hermina nádornét, mivel református vallású volt, a Kálvin téri templom kriptájába temették. Ikergyermekeit József nádor harmadik felesége, Mária Dorottya württembergi hercegnő (1797–1855) nevelte, saját gyermekeivel együtt.
Hermina főhercegné testét csak 1838 márciusában, a pesti árvíz után vitték át a budavári királyi palotában ekkoriban sietősen befejezett nádori kriptába, ahol ekkor még csak József nádor és Mária Dorottya korán elhunyt gyermekei, Erzsébet Karolina († 1820) és Sándor Lipót († 1837) nyugodtak.

### Jószolgálati tevékenysége
1816-ban a rossz termés nagy éhínséget hozott, ez a nádornét a Budai Jótékony Nőegylet megalapítására sarkallta. Az intézmény 1817-ben alakult meg, a nádorné felhívást intézett a magyar nemes asszonyokhoz, melyben kérte, hogy alapítsanak egy állandó jótékonysági egyesületet. A felhívást siker koronázta: 21 000 pengő gyűlt össze a jótékony célra, valamint Pesten és Budán egy-egy nőegyletet alapítottak. A szervezet alapszabályát I. Ferenc osztrák császár és magyar király, József nádor bátyja, 1817. május 15-én erősítette meg, és Herminát tette meg mindkét egyesület védnökévé. Ahogy az éhínség megszűnt, az egylet tagjai újabb, nem csupán egyszeri célokat tűztek ki maguk elé. Amikor Hermina nádorné 1817-ben meghalt, a védnöki tisztséget később a nádor harmadik felesége, Mária Dorottya főhercegné vállalta el.

### Sírjának későbbi sorsa
Az 1970-es években, amikor az 1945 óta romos állapotú budai királyi palota felújítása elkezdődött, a nádori kriptát a sírokkal együtt ismeretlen (?) személyek több alkalommal, rendszeresen visszajárva, módszeresen megrongálták és kifosztották, nyilvánvalóan az őrszemélyzet tudtával és közreműködésével. A helyreállításba antropológus szakértőket is bevontak. A kripta ma régi állapotában látogatható.

## Megjegyzés
A budapesti Herminamező városrészt és a Hermina utat nem őróla, hanem leányáról, az 1842-ben elhunyt Hermina Amália főhercegnőről nevezték el.